# NGC 6350
NGC 6350 is een lensvormig sterrenstelsel in het sterrenbeeld Hercules. Het hemelobject werd op 29 juni 1880 ontdekt door de Franse astronoom Édouard Jean-Marie Stephan.

## Synoniemen
- UGC 10800
- MCG 7-35-64
- ZWG 225.99
- ZWG 226.1
- PGC 60046